# Hoquei subaquàtic

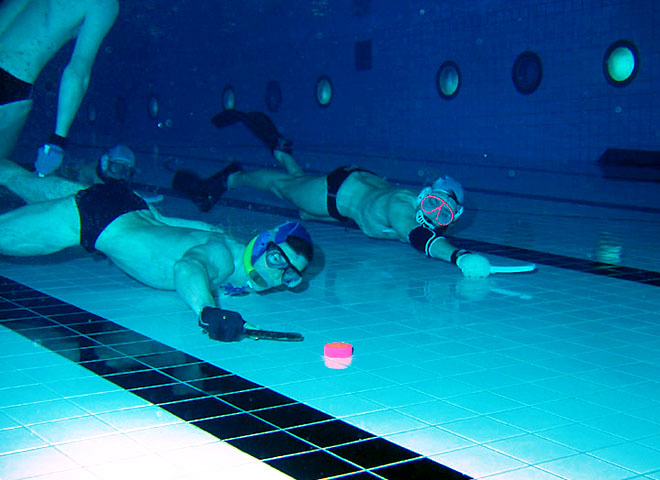
Hoquei subaquàtic

L'hoquei subaquàtic és un esport que es juga en una piscina olimpica 

## Regles
L'àrea de joc mesura entre 13 i 15 metres d'ample i entre 21 i 25 metres de llargada. La superfície de joc no ha d'ésser menor a 300 metres quadrats. El fons de la piscina ha de ser pla, horitzontal i amb un pendent suau d'un màxim del 5%. La profunditat està compressa entre 2 i 4 metres. Les línies de gol han d'ésser de naturalesa sòlida (Per exemple les parets de la piscina).
El joc es practica a pulmó lliure en equips de 6 jugadors i 4 suplents. L'objectiu del joc és introduir un disc dins de la porteria de l'equip contrari ajudats per un estic.
El disc té un diàmetre aproximat de 80 mm i un gruix de 30 mm. Les arestes del disc, recobert o no, tenen un radi de 3 a 10 mm. El disc pesa 1,5 kg aproximadament.
L'hoquei
subaquàtic és un joc ràpid i molt dinàmic, per tant la seva pràctica 
requereix un considerable esforç, tant aeròbic com anaeròbic. Cal velocitat, capacitat d'anticipació i coordinació amb la resta de l'equip per obtenir bons resultats. Però
a més, al contrari del que passa en altres esports, la concentració del
jugador no només se centra a aconseguir portar el disc a la porteria 
contrària, sinó que la limitació òbvia del jugador sota l'aigua, farà 
que hagin de pujar a la superfície per agafar aire, recuperar-se i tornar a prendre posició per seguir el joc.
Es tracta doncs, d'un esport d'equip que es juga en apnea en el fons d'una piscina de 2 a 4 metres de profunditat. No és l'únic, també hi ha el Rugby Subaquàtic.
Tots els membres de cada equip hauran de portar un vestit de bany igual, és a dir, de la mateixa disseny i del mateix color. Així
mateix, hauran d'usar gorres del mateix color per diferenciar l'equip 
contrari i marcats amb el número identificador de cada jugador; aquest nombre haurà de figurar també a la part superior dels dos braços.
El
partit es divideix en dos temps de 15 minuts cadascun més un descans de
3 minuts, després del qual els equips hauran de canviar de camp. El joc està controlat per tres àrbitres, dos a l'aigua (àrbitres aquàtics) i un a la vora de la piscina (àrbitre principal).
En
el començament d'un partit, després d'un descans, després de marcar un 
gol, o després d'un penal, els jugadors de cada equip hauran de 
situar-se dins l'aigua i al costat de les seves respectives línies 
finals, amb almenys, una mà a contacte amb la línia final. Un cop començat el joc, tots els jugadors, inclosos els suplents, que 
entrin en joc hauran de fer asseguts en la vora de la piscina.
Qualsevol
dels capitans o entrenadors dels equips, podran sol·licitar un temps mort d'1 minut en qualsevol de dos temps de 15 minuts i no en 
les pròrrogues. Per
fer-ho, hauran de sol·licitar al jutge principal mitjançant un senyal 
aixecant els dos braços sobre el cap per formar una gran lletra "O". L'àrbitre principal acceptarà la sol·licitud repetint el senyal i detenint el cronòmetre.
Quan els jugadors estan nedant a la superfície, es permet utilitzar 
l'estil lliure, però només si els altres jugadors no corren perill de 
ser colpejats.
Durant el partit, els quatre suplents de cada equip s'han de mantenir en les seves àrees de substitució corresponent.
Si fos necessari un desempat, es podrà jugar una pròrroga de 10 minuts amb un descans enmig de 3 minuts. Si transcorregut aquest temps i l'empat persisteix, el partit podrà continuar fins que es marqui un gol.
Els
jugadors només podran empènyer la pastilla amb el pal o estic, no 
podent tocar-la en cap moment amb la mà, ni aixecar-la, transportar-la o
obstruir o cobrir-la amb alguna part del cos o de l'equipament. Tampoc
podran posar-se dret en l'àrea de joc, tenir més de 6 jugadors en 
l'aigua quan el partit està en joc i mantenir les normes de comportament
ètic de qualsevol esport, com per exemple, conductes ofensives, 
agressions físiques o verbals o no acceptar les decisions oficials.
Els àrbitres podran aplicar una sanció equivalent a la gravetat d'una infracció. En
aquest cas, l'àrbitre principal haurà aturar el joc i deliberar amb els
àrbitres aquàtics, quina serà la sanció adequada per als infractors. Les
sancions poden ser simple amonestacions verbals si considera lleu o 
accidental la infracció, expulsions de l'aigua temporalment (entre 2 i 5
minuts) si la falta té caràcter greu o són col·lectives lleus, i 
expulsió de l'aigua definitivament si la infracció és greu i deliberada o
reiteració de conductes antiesportives. El reglament oficial de la CMAS fa la següent valoració de les infraccions segons la seva naturalesa:

## Equipament
Els jugadors porten unes ulleres, aletes i un tub d'apnea per jugar. Per motius de seguretat els jugadors també porten un casquet igual que el que s'utilitza en el waterpolo, i diferents proteccions per a les mans. Com que les normes permeten als jugadors jugar amb ambdues mans, les proteccions a vegades solen estar en totes dues mans. L'estic és més curt que en altres modalitats d'hoquei i el seu color varia, blanc o negre, i identifica cadascun dels equips.

## Àrbitres
Hi ha tres àrbrites durant un partit, dos àrbitres "aquàtics" que estan a dins de l'aigua i un àrbitre "principal" que es troba fora de la piscina. Normalment els àrbitres aquàtics porten una samarreta i un casquet de diferent color per identificar-se. Els àrbitres aquàtics s'encarreguen de marcar els gols i pitar les faltes, mentre que el principal respon als seus senyals i de la comunicació amb la taula d'anotació.